# Ivan G'Vera
Ivan G'Vera, nato Ivan Šplíchal, (Praga, 1º aprile 1959), è un attore cecoslovacco naturalizzato statunitense.
Famoso soprattutto per il ruolo di Ivan Marais nella soap opera statunitense Il tempo della nostra vita.

## Biografia
Ivan G'Vera nasce il 1 aprile 1959 a Praga. A soli 18 anni si trasferisce negli Stati Uniti per intraprendere la carriera di attore ottenendo la cittadinanza statunitense.

### Carriera
Nel 1991 ottiene il suo primo ruolo importante quando entra a far parte del cast principale della soap opera Il tempo della nostra vita nel ruolo di Ivan Marais. Rimane nella soap fino al 2000 ritornando poi nel 2011, poi dal 2020 al 2021 e nel 2024. Nel corso della sua carriera appare in diversi film come Caccia a Ottobre Rosso, Un sommergibile tutto matto, Casino Royale, Terminator Salvation, Il sole ingannatore 2, Royal Affair, Force of Execution, Child 44 - Il bambino n. 44, Independence Day: Rigenerazione e in serie tv come Obliterated – Una notte da panico.

## Filmografia

### Cinema
- Caccia a Ottobre Rosso (The Hunt for Red October), regia di John McTiernan (1990)
- Un sommergibile tutto matto (1991)
- Casino Royale, regia di Martin Campbell (2006)
- Terminator Salvation, regia di McG (2009)
- Il sole ingannatore 2 (Утомлённые солнцем 2), regia di Nikita Mikhalkov (2010)
- Royal Affair (En kongelig affære), regia di Nikolaj Arcel (2012)
- Force of Execution, regia di Keoni Waxman (2013)
- Child 44 - Il bambino n. 44 (Child 44), regia di Daniel Espinosa (2015)
- Independence Day - Rigenerazione (Independence Day: Resurgence), regia di Roland Emmerich (2016)

### Televisione
- Il tempo della nostra vita - soap opera (1991-2000, 2011, 2020-2021, 2024)
- Obliterated – Una notte da panico - serie TV, 6 episodi (2023)

### Doppiatori italiani
- Vladimiro Conti in Terminator Salvation